# Mill Creek (Illinois)
Mill Creek è un villaggio degli Stati Uniti d'America, situato nello Stato dell'Illinois, nella contea di Union.